# Rothsay (Minnesota)
Rothsay es una ciudad ubicada en el condado de Wilkin en el estado estadounidense de Minnesota. En el Censo de 2010 tenía una población de 493 habitantes y una densidad poblacional de 215,81 personas por km².

## Geografía
Rothsay se encuentra ubicada en las coordenadas 46°28′25″N 96°17′2″O / 46.47361, -96.28389. Según la Oficina del Censo de los Estados Unidos, Rothsay tiene una superficie total de 2.28 km², de la cual 2.28 km² corresponden a tierra firme y (0%) 0 km² es agua.

## Demografía
Según el censo de 2010, había 493 personas residiendo en Rothsay. La densidad de población era de 215,81 hab./km². De los 493 habitantes, Rothsay estaba compuesto por el 98.78% blancos, el 0% eran afroamericanos, el 0.81% eran amerindios, el 0.41% eran asiáticos, el 0% eran isleños del Pacífico, el 0% eran de otras razas y el 0% pertenecían a dos o más razas. Del total de la población el 0.2% eran hispanos o latinos de cualquier raza.

### Evolución demográfica
| 1890 | 1900 | 1910 | 1920 | 1930 | 1940 | 1950 | 1960 | 1970 | 1980 | 1990 | 2000 | 2010 | est. 2015 |
| ---- | ---- | ---- | ---- | ---- | ---- | ---- | ---- | ---- | ---- | ---- | ---- | ---- | --------- |
| 174  | 296  | 343  | 398  | 386  | 415  | 537  | 457  | 448  | 476  | 433  | 497  | 493  | 485       |

## Localidades adyacentes
El diagrama siguiente presenta las localidades en un  radio de 24 km alrededor de Rothsay.